# Toño Ramírez
Antonio Ramírez Martínez, noto semplicemente come Toño (Logroño, 23 novembre 1986), è un calciatore spagnolo, portiere del Náxara.